# Les Musiciens de Gion
Pour plus de détails, voir Fiche technique et Distribution.
Les Musiciens de Gion (祇園囃子, Gion bayashi) est un film japonais réalisé par Kenji Mizoguchi, sorti en 1953.

## Synopsis
Dans le Japon d'après guerre, à Gion, quartier de Kyoto, la jeune Eiko dont le père endetté ne veut pas payer les études, décide de devenir geisha de haut niveau, à l'instar de sa mère qui vient de mourir. Elle demande à une geisha célèbre pour sa beauté, Miyoharu, d'assurer sa formation. Il leur faut pour cela emprunter de l'argent à une influente propriétaire de maison de thé, Okimi. Mais les deux jeunes femmes comprennent qu'elles doivent, en contrepartie, coucher l'une avec un industriel, l'autre avec un haut fonctionnaire. Lors d'une soirée, l'industriel tente de violer Eiko, elle se défend et le blesse à la langue. À la suite de cela, Miyoharu repousse les avances de l'industriel. Cela fait scandale et Okimi les empêche de travailler...

## Fiche technique
- Titre : Les Musiciens de Gion
- Titre original : 祇園囃子 (Gion bayashi?)
- Réalisation : Kenji Mizoguchi

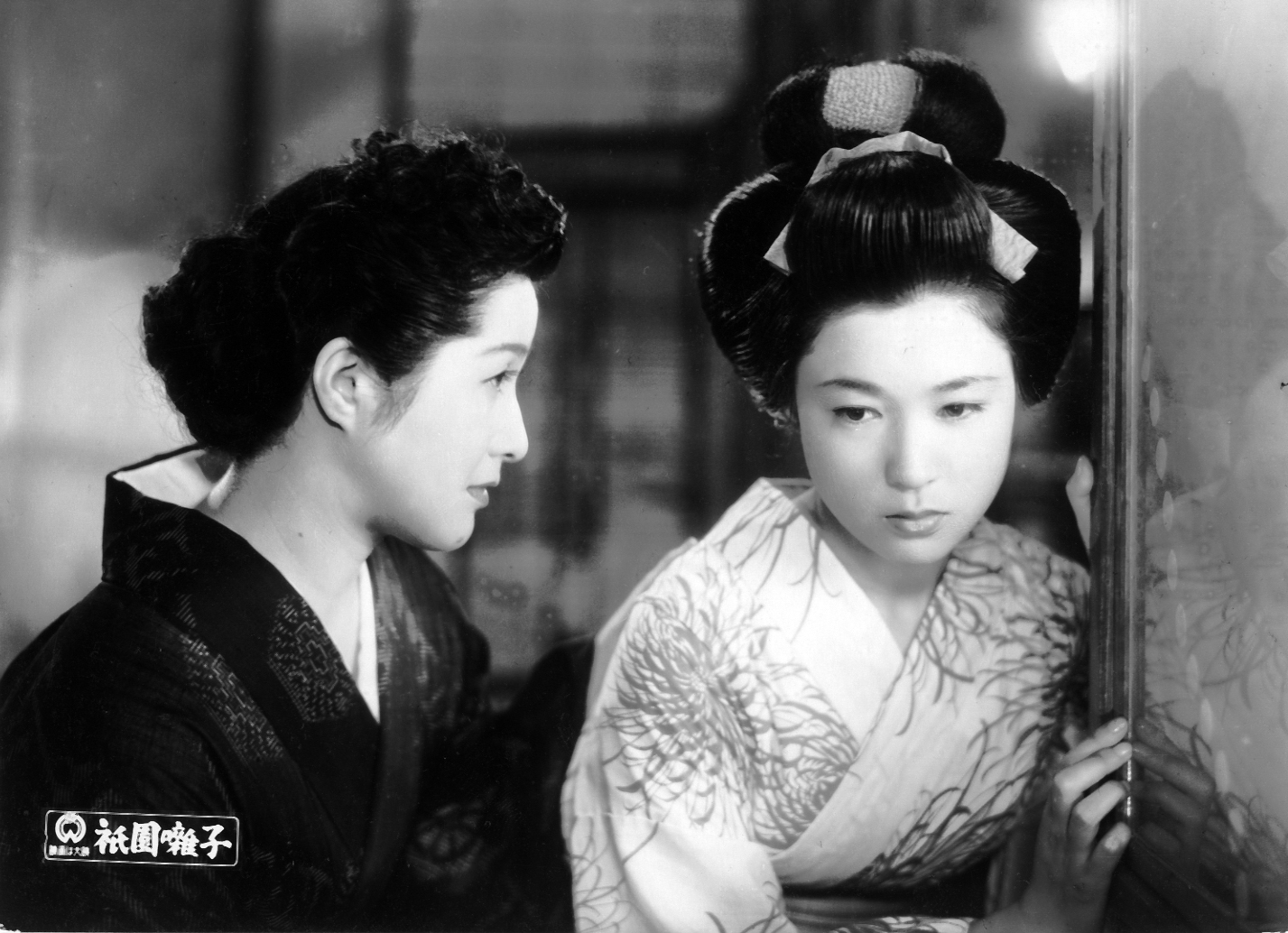
Michiyo Kogure et Ayako Wakao dans Les Musiciens de Gion

- Scénario : Yoshikata Yoda et Matsutarō Kawaguchi
- Production : Hisakazu Tsuji
- Société de production : Daiei
- Musique : Ichirō Saitō
- Photographie : Kazuo Miyagawa
- Montage : Mitsuzo Miyata
- Décors : Kazumi Koike
- Pays d'origine : Japon
- Langue : japonais
- Format : noir et blanc - 1,37:1 - 35 mm
- Genre : Drame
- Durée : 85 minutes[1]
- Date de sortie : 
  -  Japon : 12 août 1953[1]

## Distribution
- Michiyo Kogure : Miyoharu
- Ayako Wakao : Eiko
- Seizaburō Kawazu : Kusuda
- Saburo Date : Imanishi
- Sumao Ishihara : Kokichi
- Midori Komatsu : Oume
- Kanji Koshiba : Kanzaki
- Kikue Mōri : professeur d'artisanat
- Chieko Naniwa : Okimi
- Eitarō Shindō : Sawamoto
- Ichirō Sugai : Saeki
- Haruo Tanaka : Ogawa
- Emiko Yanagi : Kaname